# Prairies d'herbes courtes du Nord
Localisation
Les prairies d'herbes courtes du Nord sont une écorégion terrestre nord-américaine du type Prairies, savanes et brousses tempérées du World Wildlife Fund.

## Répartition
Les prairies d'herbes courtes du Nord sont les plus vastes d'Amérique du Nord.  Elles couvrent le sud-est de l'Alberta, le sud-ouest de la Saskatchewan, une grande partie du Montana, l'ouest du Dakota du Nord et du Dakota du Sud, le nord-ouest du Wyoming et l'extrême nord du Nebraska.  

## Climat
La température annuelle moyenne varie entre 3,5 °C et 5 °C.  La température estivale moyenne est de 16 °C alors que la température hivernale moyenne est de −10 °C.  Ces prairies se distinguent notamment par un climat hivernal rigoureux accompagné de précipitations de neige, une saison de croissance courte et des périodes de sécheresse courtes, mais sévères.

## Caractéristiques biologiques
Les principales graminées des prairies d'herbes courtes du Nord comprennent les boutelous, les stipes et les chiendents.  Dans la partie canadienne, on retrouve le pâturin annuel, le boutelou gracieux, les koéléries et les carex.  À part les graminées, on trouve aussi des arbustes tel l'armoise tridentée et des cactus comme l'opuntia.  Les versants ombragés des vallées et des terrasses alluviales peuvent abriter des peupliers, des saules et des érables negundos rabougris.  Sur les terres salines croissent les puccinellies, l'orge, le sarcobatus vermiculé, la salicorne rouge et la suèda couché. 
Cette écorégion est au cœur de la répartition historique du bison des plaines et représente le meilleur potentiel pour sa réintroduction.  Des programmes de réintroduction pour le renard véloce et le putois à pieds noirs ont cours dans ces prairies.  La population nicheuse de pluviers siffleurs la plus importante se trouve dans cette écorégion.  Les prairies à herbes courtes du Nord sont incontournables pour plusieurs autres espèces d'oiseaux: le bruant des plaines, le bruant noir et blanc, le bruant de Baird, la buse de Swainson, la buse rouilleuse, le tétras à queue fine, le tétras des armoises et le pluvier montagnard pour n'en nommer que quelques-uns.

## Conservation
On estime que 85 % de cette écorégion a été transformée par l'agriculture et l'élevage.  